# Динамическая геология
Динамическая геология (устар. физическая геология) — отрасль геологии, изучающая геологические процессы, происходящие в недрах (эндогенные) и на поверхности (экзогенные) Земли. Выявляет закономерности развития этих процессов, исследует их причины и изучает результаты воздействия на строение земной поверхности. Изучает внутренние (эндогенные) и внешние (экзогенные) геол. процессы; изучение части некоторых выделилось в самостоятельные отрасли геологии (тектоника, вулканология, сейсмология и другие). Динамическая геология тесно связана с геоморфологией, гляциологией, литологией. Показывает непрерывность развития и изменения всех объектов на Земле, от камня до горных систем.
Динамическая геология исследует закономерности развития экзогенных и эндогенных процессов в их взаимосвязи, что имеет большое практическое значение, в частности для поисков полезных ископаемых, промышленного и гражданского строительства.

## Эндогенные процессы
К эндогенным процессам относятся магматизм и метаморфизм, тектонические движения. Используются данные геофизики и геохимии.

## Экзогенные процессы
К экзогенным относятся процессы физического, химического и биологического выветривания, приводящие к разрушению горных пород. Сюда относится геологическая деятельность ветра, воды и мороза.

## История
К динамической геологии раньше причисляли почвоведение, а сегодня учитывают геологическую деятельность в биосфере и ноосфере.
Динамическую геологию основало учение Ч. Лайеля, ей занимался В.В. Докучаев. Оформление динамической геологии как науки в XIX веке связано с именами Э. Зюсса, И. В. Мушкетова, К. И. Богдановича, В. А. Обручева.
Русский вариант термина был введён в широкий оборот А. А. Иностранцевым в 1885 году.